# Boris Golitsyn
Boris Alexejevitj Golitsyn, född 1654, död 1714, var en rysk furste. Han var kusin till Vasilij Golitsyn och Dmitrij Golitsyn.
Han var Peter I:s vän och ledde statskuppen 1689, samt blev bojar 1690. Golitsyn var ledamot av den tillförordnade regeringen 1697-98, guvernör i Astrachan och Kazan 1700-07, men var ur stånd att dämpa oron i provinsen, föll i onåd och gick i kloster.